# Stazione di Vigna Clara
La stazione di Vigna Clara è una fermata ferroviaria a servizio dell'omonimo quartiere a nord del centro di Roma, situata sulla tratta in esercizio della Cintura Nord.

## Storia

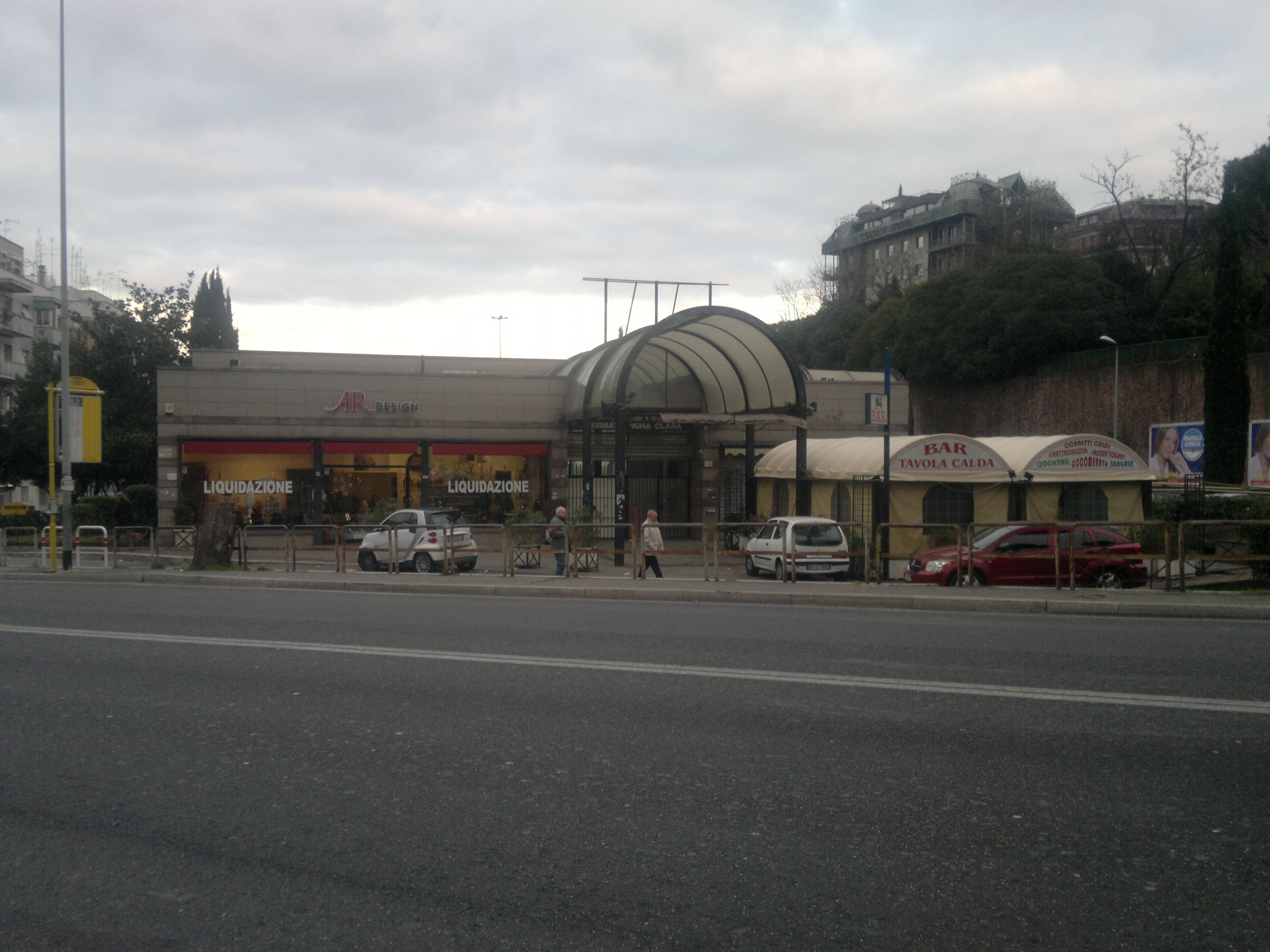
Il fabbricato viaggiatori prima della ristrutturazione del 2016

La struttura venne istituita come stazione di testa di un collegamento ferroviario con lo stadio Olimpico, previsto per il campionato del mondo 1990 e realizzato sfruttando il tratto di una ferrovia incompiuta, parzialmente realizzata negli anni 1930 per chiudere una linea di circonvallazione intorno al centro di Roma.
La stazione venne attivata il 9 giugno 1990, cessando il servizio al termine della manifestazione; il 23 febbraio 1993 venne posta sotto sequestro nell'ambito di un'indagine su presunte irregolarità della pubblica amministrazione nella realizzazione del collegamento, avvenuta senza rispettare le normative di sicurezza.
Il 1º dicembre 2014, viene siglato un accordo tra Roma Capitale e Rete Ferroviaria Italiana per i lavori di ristrutturazione del fabbricato viaggiatori e per il ri-armamento della linea. Inizialmente, l'inaugurazione era prevista per giugno 2016, ma è stata solamente attivata formalmente per RFI; un ricorso intentato nel 2002 da alcuni residenti del quartiere ne ha ritardato l'apertura fino al 28 marzo 2018, quando una sentenza del Tribunale Amministrativo Regionale ha prescritto una valutazione di impatto ambientale e degli studi sulle vibrazioni prodotte dai treni sulle abitazioni limitrofe.
Nell'ottobre 2019 Rete Ferroviaria Italiana ha ottenuto il via libera per effettuare le prove tecniche in autonomia, in vista di una possibile riapertura della tratta, poi svoltesi nel febbraio 2020. Dopo il via libera della Regione, l'apertura definitiva dell'impianto e della linea è avvenuta il 13 giugno 2022.

## Strutture e impianti
La stazione dispone di un fabbricato viaggiatori che ospita alcune attività commerciali e la sala d'aspetto, mai aperte al pubblico.
Originariamente era dotata di due binari che si ramificavano in un fascio da quattro per ospitare i convogli. Con i lavori di ristrutturazione è stato mantenuto il solo binario di destra.

## Movimento
La stazione venne utilizzata solo durante le sei gare dei Mondiali del 1990 svoltesi a Roma: nel fascio di quattro binari situato poco oltre la fermata venivano ricoverati i convogli che, al termine dell'incontro, avrebbero ripreso il servizio. Nei mesi immediatamente successivi alla chiusura, la stazione venne utilizzata saltuariamente per degli eventi ferroviari.
A partire dalla riapertura al traffico del 13 giugno 2022, il servizio si compone di nove coppie di treni per un totale di 18 corse giornaliere. Di queste, sei hanno come destinazione la stazione di Roma San Pietro e le rimanenti tre sono prolungate fino a Roma Ostiense.